# Коломна (платформа)
Коло́мна — остановочный пункт Рязанского направления Московской железной дороги в одноимённом городе Московской области.

## История
В 1860 году Общество Саратовской железной дороги, начавшее строительство железной дороги между Москвой и Рязанью, обратилось к властям города Коломны с прошением о выделении земельной полосы для строительства путей и станции. Однако коломенские власти запросили за отчуждение земли слишком большую денежную сумму, чем вынудили руководство общества прокладывать маршрут трассы в обход города. В итоге железная дорога прошла вдоль восточной границы Коломны через земли, выкупленные инженером Струве у князя Н. М. Голицына, а станция Коломна была построена в трёх километрах от города у села Боброва, рядом с принадлежавшим Струве литейным заводом (в настоящее время эта станция носит название Голутвин). В 1862 году началось регулярное движение поездов между Москвой и Коломной.
Отдалённое расположение станции создавало неудобство для регулярно пользующихся железнодорожным транспортом жителей Коломны, которые были вынуждены за несколько вёрст добираться до вокзала, при том, что собственно полотно дороги проходило у самой городской черты. В администрацию железной дороги стали приходить письма и обращения горожан с просьбой постройки остановочного пункта у северо-восточной границы города. Руководство дороги согласилась построить остановочный пункт, однако заложило стоимость строительства вокзала и платформы в будущую цену билетов для пассажиров, собирающихся пользоваться данной платформой. Новый полустанок получил название Ново-Коломна. Построенная же ранее станция стала называться Старо-Коломна. Хотя новая платформа и была расположена ближе к Москве, стоимость билета от неё в сторону Москвы была на несколько копеек выше, чем от станции возле села Боброво. Завышенная цена на билеты от новой платформы существовала вплоть до середины 1890-х годов.
Исторический центр Коломны оказался вблизи станции Ново-Коломна, в то время как основное развитие города шло в направлении Старо-Коломны, где строились новые промышленные предприятия и жилые микрорайоны. В 1897 году во избежание путаницы и недоразумений обе коломенские станции были переименованы: Старо-Коломна получила название «Голутвин» по имени близкорасположенной слободы у Голутвина монастыря, а Ново-Коломна — просто «Коломна».
27 июня 1904 года платформа принимала царский поезд Николая II, посетившего Коломну.
16 июля 1936 года платформой воспользовались посетившие Коломну поэты А. А. Ахматова, С. В. Шервинский и Л. В. Горнунг.
В 1974 году из центра города до станции были проложены трамвайные пути и сооружено разворотное кольцо. 11 октября 1974 движение трамваев было открыто.

## Архитектура здания
Станционное здание — интересное архитектурное сооружение, которое несет в себе явно выраженные черты эпохи и эстетические взгляды на создание построек утилитарного назначения.
При проектировании архитектор руководствовался соображением, что здание с минимальным декором не должно иметь высокую стоимость строительства, но вместе с тем быть удобным для пассажиров железной дороги и, по-возможности, иметь индивидуальный выразительный образ. 

### Современный облик

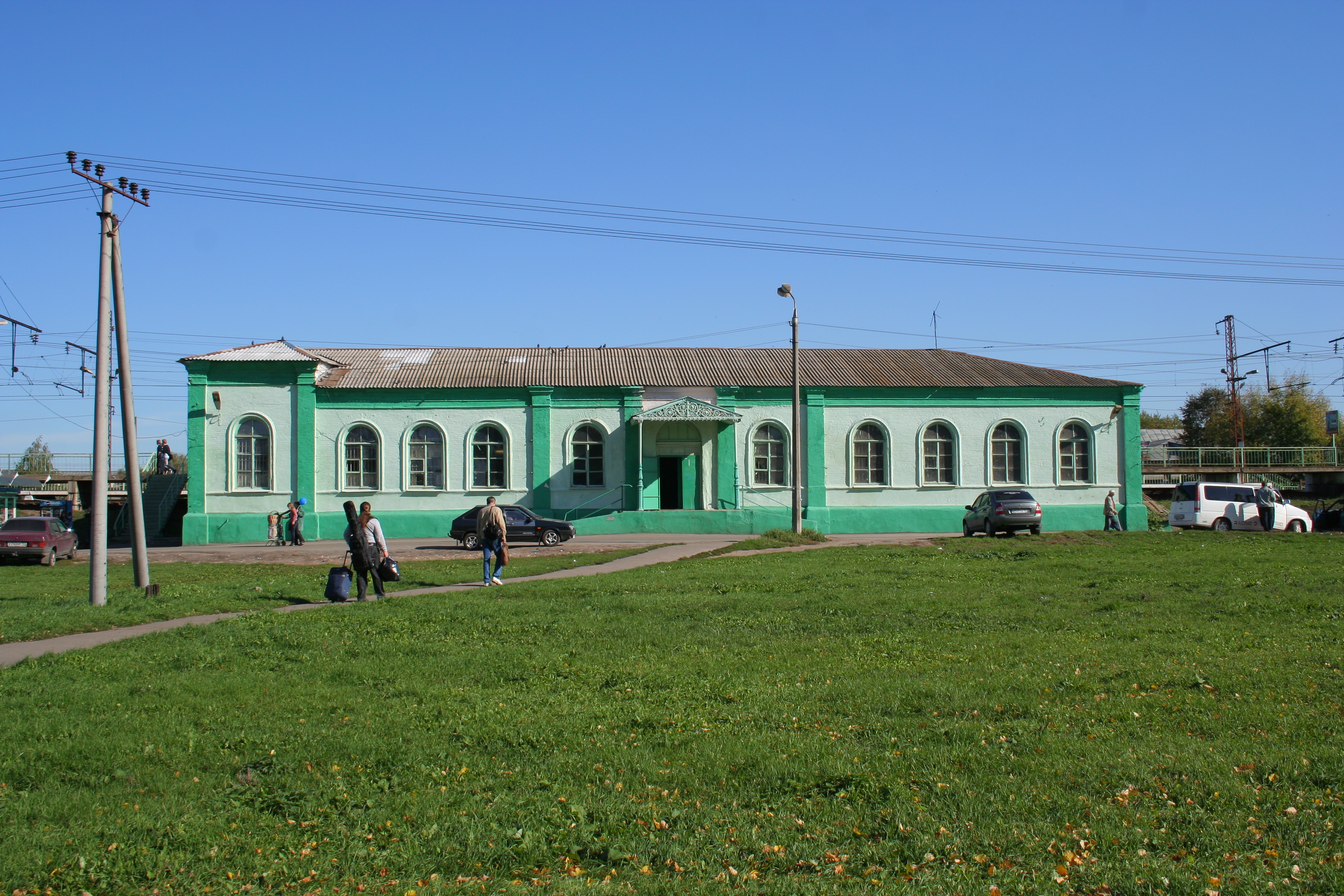
Здание вокзала в 2010 году

Сооружение представляет собой одноэтажное вытянутое по горизонтали центральносимметричное здание со входом в центре, имеющее по фасаду десять больших окон — по пять с каждой стороны от входа и еще одно небольшое окно в виде полуциркульной арки над дверным проемом.
Симметрия здания нарушена полубашней слева, которая примерно на метр выше основного сооружения и имеет одно окно между двумя прямыми полуколоннами-пилястрами. Полубашня и ее покрытие эффектно нарушает в целом монотонный строй общей архитектуры здания. Со стороны пассажирской платформы полубашня несет на себе название станции и вместе с этим обязательным для всех станционных строений элементом фасада является доминантой — наиболее выразительным фрагментом здания.
Архитектура станционного строения воспринимается в целом при взгляде со стороны города.
Здание покоится на высоком (около полутора метра высотой) основании-стереобате без декора, на котором выделяются основания полуколонн-пилястр. Визуально на пилястры опирается антаблемент или горизонтальная балка — крайняя верхняя часть фасада, на которой лежит крыша. Антаблемент ложный (крыша опирается на несущие стены), обозначен сдержанным декором и призван гармонизировать общее архитектурное убранство здания.
Фасад украшают вертикально вытянутые большие прорези окон со скромной декоративной отделкой и прямые плоские полуколонны-пилястры. Пилястры имеют трехчленное строение: простое без декора основание внизу, собственно полуколонна и скромно декорированная капитель-навершие.
Полуколонны-пилястры членят протяженный плоский фасад на части. Архитектор четырьмя пилястрами выделяет центральную часть здания с входным проемом. Две пилястры вслед за полубашней вырастают на метр выше остальных и оформляют её объём. Пилястра также завершает угол здания со стороны, противоположной полубашне.
Окна здания — вертикально вытянутые прямоугольники с полуциркульными арками в верхней части. Общая площадь оконных проемов велика: около 50 % фасада в полосе окон, что обеспечивает днем очень хорошее естественное освещение внутренних помещений. Большие оконные проемы с нешироким контурным декором, арочные завершения, графически выразительный тонкий рисунок решеток оконных рам определили доминирование окон в общей эстетике облика фасада, где стереобат, антаблемент и пилястры еще больше подчеркивают сдержанную красоту окон здания.
Главным элементом оформления фасада, обращенного к городу, является вход в здание в виде причлененного к фасаду художественно оформленного крыльца.
Вход с крыльцом выделен четырьмя полуколоннами-пилястрами (по две справа и слева), двумя окнами по стронам и третьим небольшим — над дверным проемом. Симметрию архитектурного убранства входа подчеркивают две одинаковые лестницы вдоль фасада, ведущие слева и справа к входной возвышенной площадке-крыльцу.
Входная площадка перед дверным проемом накрыта треугольным в плане навесом от дождя, который опирается на две симметрично расположенные колонны чугунного литья. Треугольный фронтон навеса представляет собой цельнолитую чугунную ажурную прорезную решетку с богатым декором.

### Первоначальный проект
Здание несет на себе характерные признаки одной из ветвей российской архитектуры конца XIX — начала XX века и, с некоторой осторожность, его можно отнести к неоготике.
Первоначальный вид станционного строения сильно искажен и по этой причине эстетическое восприятие здания много теряет.
Судя по фактуре кирпичной кладки, которая проступает сквозь штукатурку фасада, а также опираясь на изучение внешнего облика аналогичных сооружений эпохи, можно утверждать, что в проекте и последующей постройке фасад здания представлял собой стены, сложенные нештукатуренным небеленным красным кирпичом. Такое решение архитектора было намеренным: горизонтали фундамента-стереобата и декоративного ложного антаблемента под крышей, а также полуколонны-пилястры — штукатурились и затем белились мелом. В резком контрасте цвета и фактуры — гладкая беленная штукатурка и дробная неровность красной кирпичной кладки — создавался чрезвычайно нарядный в восприятии облик фасада, который хорошо смотрелся на фоне голубого неба, окружающей зелени и еще более красиво выглядел зимою. Большие окна на красно-кирпичном фасаде стен эффектно выделялись тонкой окантовкой оштукатуренного и побеленного декора. Основной красный фон кирпичной стены в обрамлении оштукатуренных белых деталей хорошо гармонировал с контрастным черным цветом чугунных колонн и фронтона козырька над крыльцом.
Покрытие крыши по обычаю того времени могло быть выполнено либо оцинкованной жестью, либо железным листом с последующим окраской. Достаточно часто сооружения такого типа несли крышу зеленого цвета, что очень гармонировало с двумя другими цветами здания.
Остается неясным вопрос, как выглядели и из какого материала были сделаны перила входных лестниц и площадки крыльца. Нет сомнения в том, что архитектор позаботился о внешней выразительности этих элементов здания, которые позже были утеряны.
Можно также предполагать, что существовала какая-то организация площади перед станционным строением; это могла быть большая круглая клумба с гравийным покрытием вокруг для удобства езды в конных экипажах. Фонари на чугунных столбах 
вероятно оформляли платформу и привокзальную площадь.

### Культурно-исторический аспект
Существующее станционное строение превосходно выполняет утилитарные функции, заложенные в основу проекта.
Обширное помещение с хорошо организованным естественным дневным освещением, внешний облик со сдержанным декором не претендующим на помпезность, индивидуальные черты, отличающие здание от других подобных построек, архитектура, отмеченная стилевыми особенностями определенной временной эпохи — все это делает станционное строение Коломны ценным памятником русской архитектуры.
Отдельную значительную культурно-историческую ценность представляет художественное чугунное литье колонн и фронтона в оформлении крыльца здания.
Для сохранения архитектурного памятника существует необходимость его включения в перечень объектов, охраняемых государством. Здание подлежит полной или частичной реставрации с архитектурной организацией окружающего пространства. Необходимо углубленное изучение истории создания и функционирования станционного строения с включением этой темы в перечень культуроведческих исследований. Описание, обмеры и изображения художественного чугунного литья должны пополнить каталог русского литейного искусства. Первоначальный вид здания можно воспроизвести в процессе графической реконструкции.

## Современное состояние

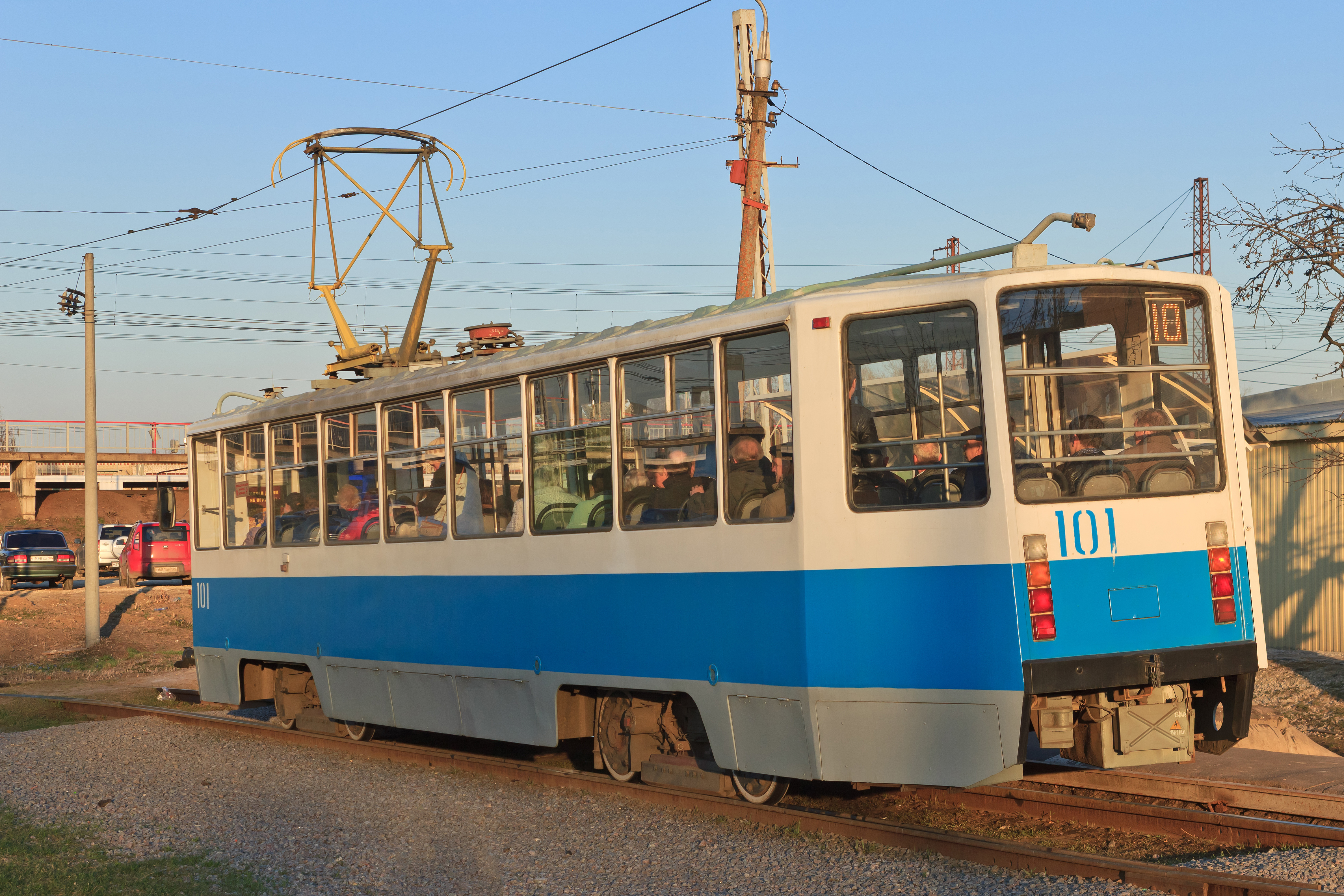
Трамвай у платформы Коломна

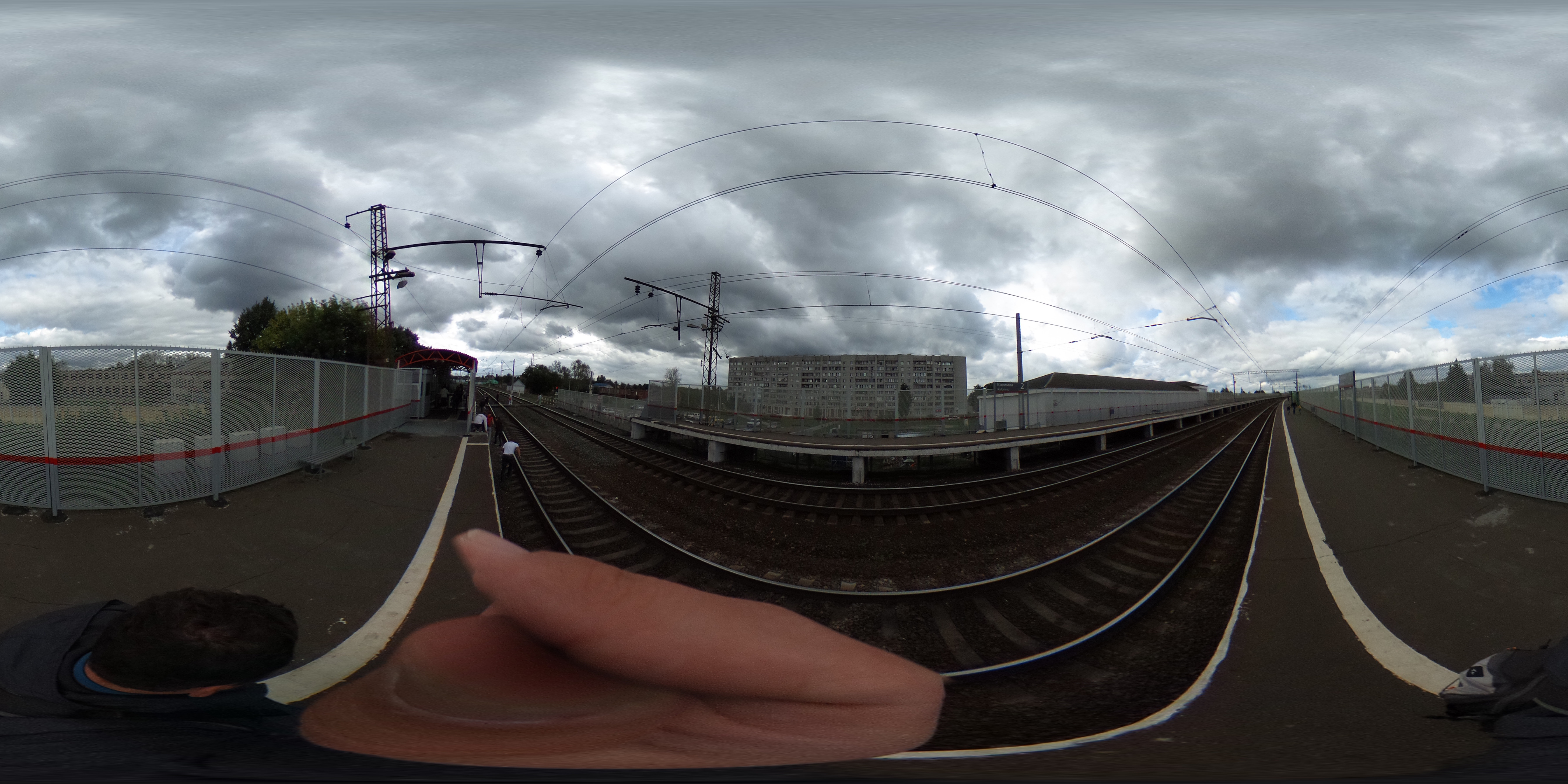
Вид с платформы от Москвы
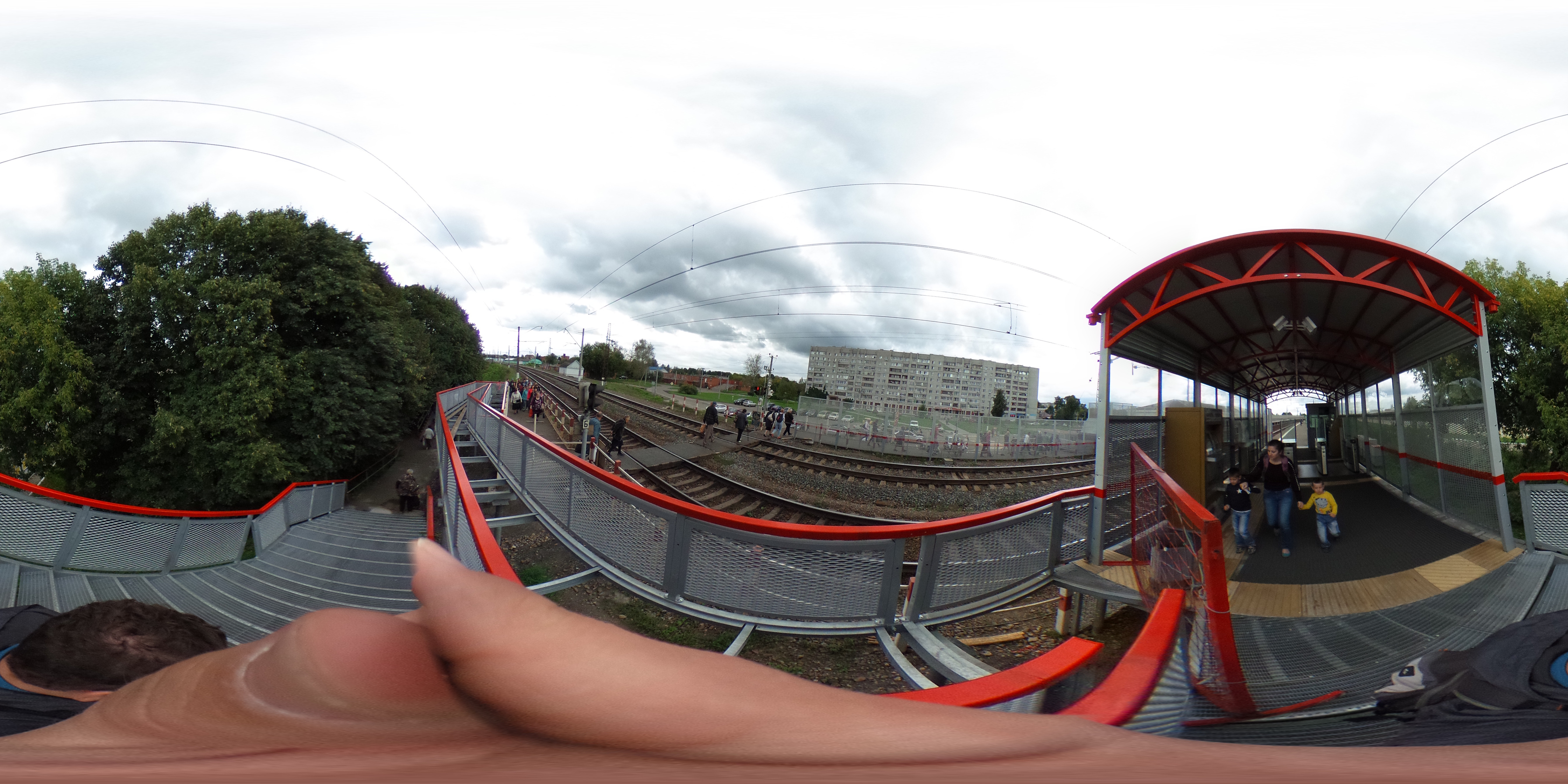
Выход с платформы от Москвы

В настоящее время остановочный пункт состоит из двух высоких изогнутых боковых платформ. Историческое здание вокзала сохранилось, однако после повышения уровня насыпи железной дороги пути и платформы оказались значительно выше его черновой отметки. К югу от платформ находится оборудованный переход через пути (настил).
В 2016 году в вокзале имелась уборная. Велось сооружение пандуса на сходе с платформы от Москвы.
На платформе останавливаются все электропоезда, курсирующие между Москвой, Голутвиным и Рязанью, за исключением экспрессов Москва-Рязань.
От разворотного кольца, расположенного западнее платформы, осуществляется движение следующих маршрутов трамваев:
- № 5 Платформа Коломна — улица Осипенко
- № 9 Платформа Коломна — Конькобежный центр
- № 10 Платформа Коломна — Улица Спирина (Внешнее Колычёвское кольцо)

## Интересные факты
- До 2011 года, по выходным дням курсировал электропоезд Москва (Казанский вокзал) — пл. Коломна.
- До 2008 года, утренний электропоезд Рязань-1 — Москва (Казанский вокзал) не останавливался на остановках между станциями Голутвин — Воскресенск, в том числе он пропускал платформу Коломна.